# Liste des villes jumelées de Tchéquie
 (décembre 2016).

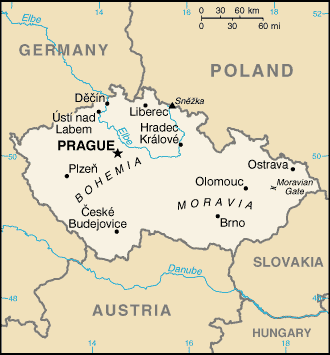
Carte de la République tchèque.

Ceci est la liste des villes jumelées de Tchéquie ayant des liens permanents avec des communautés locales dans d'autres pays. Dans la plupart des cas, en particulier quand elle est officialisée par le gouvernement local, l'association est connue comme « jumelage » (même si d'autres termes, tels que « villes partenaires », Sister Cities ou « municipalités de l'amitié » sont parfois utilisés). La plupart des endroits sont des villes, mais cette liste comprend aussi des villages, des districts, comtés, etc., avec des liens similaires.
- Haut – A
- B
- C
- D
- E
- F
- G
- H
- I
- J
- K
- L
- M
- N
- O
- P
- Q
- R
- S
- T
- U
- V
- W
- X
- Y
- Z

## B

### Brno[1]
| - Dallas (Texas), États-Unis - Leeds, Angleterre - Rennes, France - Utrecht, Pays-Bas | - Kaunas, Lituanie - Leipzig, Allemagne - Sankt Pölten, Autriche - Vienne, Autriche | - Kharkiv, Ukraine - Poznań, Pologne - Stuttgart, Allemagne - Voronej, Russie |

## K

### Kardašova Řečice
- Oberdiessbach, Suisse [5]

### Kralupy nad Vltavou[6]
| - Banyuls-sur-Mer, France - Hennigsdorf, Allemagne | - Komárno, Slovaquie - Ikast, Danemark | - Šabac, Serbie |

## N

### Nový Knín
- Ledro, Italie [7]

## O

### Ostrava
- Košice, Slovaquie [8]
- Volgograd, Russie [9]

## P

### Prague
- Francfort-sur-le-Main, Allemagne (1990)[10]
- Bratislava, Slovaquie [11]
- Nîmes, France

## S

### Sušice
Sušice est un membre du  Douzelage, une association de jumelage de 23 villes à travers l’Union européenne. Ce jumelage actif a commencé en 1991 avec des événements réguliers, comme un marché de produits de chacun des autres pays et des festivals,.
| - Altea, Espagne - Bad Kötzting, Allemagne - Bellagio, Italie - Bundoran, République d’Irlande - Chojna, Pologne - Granville, France - Holstebro, Danemark - Houffalize, Belgique | - Judenburg, Autriche - Karkkila, Finlande - Kőszeg, Hongrie - Marsaskala, Malte - Meerssen, Pays-Bas - Niederanven, Luxembourg - Oxelösund, Suède | - Prienai, Lituanie - Preveza, Grèce - Sesimbra, Portugal - Sherborne, Angleterre - Sigulda, Lettonie - Türi, Estonie - Zvolen, Slovaquie |

## Sources
- (en) Cet article est partiellement ou en totalité issu de l’article de Wikipédia en anglais intitulé « List of twin towns and sister cities in the Czech Republic » (voir la liste des auteurs).